# دیوید هایدنرایش
دیوید هایدنرایش (انگلیسی: David Heidenreich؛ زادهٔ ۲۴ ژوئن ۲۰۰۰) بازیکن فوتبال است.

## دوران حرفه‌ای
در ۲۴ اوت ۲۰۲۱ او به صورت قرضی به باشگاه فوتبال اسپال پیوست. در ۱۶ ژوئیه ۲۰۲۲ هایدنرایش با یک قرارداد قرضی یک ساله به باشگاه فوتبال باومیت یابلونتس پیوست.